# Bursa (liturgie)
De bursa is een liturgisch voorwerp dat in de eucharistie gebruikt wordt.
Het bestaat uit twee kartonnetjes, met textiel bespannen, waartussen het corporale wordt bewaard zowel vóór als na het gebruik daarvan in de eucharistieviering. Bursa's zijn dikwijls uitgevoerd in dezelfde stof als het kazuifel. In het midden van het bovenste karton is meestal een kruis geborduurd.
Bursa, corporale, palla, purificatorium en kelkvelum vormen samen het kelkgerei.
Sinds de ingrijpende veranderingen waarmee het Tweede Vaticaans Concilie (1962-1965) gepaard ging, wordt in Nederland de bursa, net als trouwens het kelkvelum, vaak weggelaten.

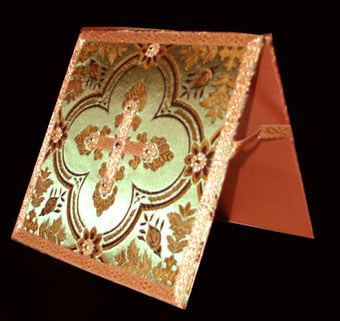
Een bursa